# Holy Island (Écosse)
Pour les articles homonymes, voir Holy Island.
Holy Island est une île du Royaume-Uni située en Écosse.
L'île sainte de Clyde (écossais gaélique :  Eilean MoLaise  ) est l'une des nombreuses îles du Royaume-Uni dénommé « île sainte ». Elle est située dans le Firth of Clyde, en dehors de la côte occidentale de l'Écosse centrale, à l'intérieur de la baie de Lamlash sur une île plus grande, celle d’Arran. L'île s’étale sur une longueur de 3 kilomètres et une largeur de 1 kilomètre. Son point le plus élevé est la colline de  Mullach Mòr . L'île a une longue histoire d’emplacement sacré, avec une source connue pour ses propriétés curatives, la caverne d’un moine ermite  du VIe siècle Saint Molaise, et un monastère du XIIIe siècle. Un ancien nom gaélique pour l'île était Eilean Molaise. 
L'île est maintenant la propriété de la Communauté bouddhiste de Samye Ling de la tradition Kagyupa de l'école du bouddhisme tibétain. Les équipements de l'île incluent le centre pour la paix et la santé du monde, fondé par Lama Yeshe Losal, sur le nord de l'île. C'est un centre résidentiel conçu pour donner des enseignements et des retraites et qui prolonge l'ancienne maison de ferme. Ce centre dispose du chauffage solaire de l'eau et d'un système de traitement des eaux d'égout par un lit de roseaux. L'approche de la jetée du ferry est décorée de drapeaux et de stupa du style tibétain.  
Sur l'extrémité méridionale de l'île vit une communauté des nonnes qui entreprennent des retraites de trois ans. 
Le reste de l'île est une réserve naturelle avec des poneys d'Eriskay sauvage, des chèvres de Saanen, des moutons de Soay, c'est un lieu de conservation des plantes et des arbres indigènes. L'île bénéficie d'un service de ferry régulier à Lamlash, elle s'est popularisée grâce aux clubs de vacances d'Arran. 
| \| Localisation du North Ayrshire en Écosse \| Firth of Clyde Mer d'Irlande Île d'Arran Île de Bute Holy Island Great Cumbrae Inchmarnock Little Cumbrae Pladda Goat Fell Ardrossan Beith Blackwaterfoot Brodick Claonaig Dalry Dreghorn Fairlie Irvine Kilbirnie Kilwinning Lamlash Largs Lochranza Millport Sannox Skelmorlie Stevenston West Kilbride Whiting Bay |
| Localisation du North Ayrshire en Écosse |

| Localisation du North Ayrshire en Écosse |

| \| Localisation du North Ayrshire en Écosse \| Firth of Clyde Mer d'Irlande Île d'Arran Île de Bute Holy Island Great Cumbrae Inchmarnock Little Cumbrae Pladda Goat Fell Ardrossan Beith Blackwaterfoot Brodick Claonaig Dalry Dreghorn Fairlie Irvine Kilbirnie Kilwinning Lamlash Largs Lochranza Millport Sannox Skelmorlie Stevenston West Kilbride Whiting Bay |
| Localisation du North Ayrshire en Écosse |

| Localisation du North Ayrshire en Écosse |